# Леонтович, Владимир Григорьевич
Владимир Григорьевич Леонто́вич (15 [27] июля 1881, Гадяч — 29 апреля 1968, Киев) — украинский советский архитектор-реставратор, геодезист и инженер-строитель, педагог, профессор Киевского инженерно-строительного института и Киевского национального университета имени Тараса Шевченко. Член Киевского отдела Императорского Русского военно-исторического общества и Киевского общества охраны памятников старины и искусства.

## Биография
Владимир Григорьевич Леонтович родился 15 [27] июля 1881 года в Гадяче. В 1906 году окончил инженерное отделение Киевского политехнического института Императора Александра II. Окончил Петербургский институт гражданских инженеров. После учёбы работал волынским епархиальным архитектором, где реставрировал такие памятники архитектуры, как Николаевская церковь в Олевске, Успенская церковь в селе Низкиничах, «Башня каменная» Острожского замка, сделал консервацию башен и стен замка Любарта в Луцке.
В 1914 году переехал в Киев. Преподавал в Киевском политехническом институте, Киевском строительном институте, Киевском художественном институте. В 1940 году, учитывая большой опыт работы и ряд научных работ, В. Г. Леонтовичу присвоено учёное звание профессора без защиты диссертации. С 1944 по 1946 год был главой кафедры геодезии и картографии географического факультета Киевского государственного университета имени Т. Г. Шевченка.
Скончался 29 апреля 1968 в Киеве и был похоронен на Байковом кладбище.

## Публикации
- «Літня геодезична практика» (1929)
- «Уход за геодезическими инструментами» (1935, 1938, 1950, 1953)
- «Техническое нивелирование» (1938, 1954)
- «Нивелирование при инженерных работах» (1959)
- «Зверинецкие пещеры» (1964)
- «Великий князь Киевский Ярослав Мудрый, строитель XI века, дочь его Анна, королева Французская, град Киев Ярослава, София Киевская» (1968)
- «Архитекторы, инженеры-строители и скульпторы, работавшие в Киеве в период 1855—1925 гг.» (1961)